# Zagubiona tożsamość
Zagubiona tożsamość – dramat kryminalny, kanadyjski serial telewizyjny z elementami urban fantasy wyprodukowany przez Prodigy Pictures Inc. Pomysłodawcą serialu jest Michelle Lovretta. Serial jest emitowany od 12 września 2010 roku. Showcase.
W Polsce serial był emitowany od 3 stycznia 2012 roku na AXN. Kolejne sezony pojawiły się na AXN Spin i AXN Black.

## Fabuła
Serial skupia się na Bo, dziewczynie, która jest sukkubem, żywiącym się seksualną energią ludzi, lecz została wychowana przez ludzi. Bo poznaje prawdę o sobie po tym, jak zabija swojego chłopaka podczas swego pierwszego stosunku. Po ucieczce z domu odkrywa, że prócz sukkubów istnieje wiele innych rodzajów Fae, legendarnych istot, i poznaje paranormalne aspekty swego świata. 

## Obsada

### Role główne
- Anna Silk jako Bo
- Kris Holden-Ried jako Dyson
- Ksenia Solo jako Kenzi (Mackenzie Malikov)
- Zoie Palmer jako dr Lauren Lewis (Karen Beattie)
- Rick Howland jako Fitzpatrick „Trick” McCorrigan
- Rachel Skarsten jako Tamsin

### Role drugoplanowe
- Emmanuelle Vaugier jako Evony Fleurette Marquise
- Paul Amos jako Vex
- Inga Cadranel jako Aife
- Tim Rozon jako Massimo
- Kate Trotter jako The Norn
- Rob Archer jako Bruce
- Clé Bennett jako the Ash
- Vincent Walsh jako Lachlan
- Lina Roessler jako Ciara
- Anthony Lemke jako Ryan Lambert
- Hayley Nault jako the Nain Rouge
- Raoul Trujillo jako The Garuda
- Shawn Doyle jako dr Isaac Taft
- Deborah Odell jako Stella Nashira
- Christine Horne jako The Keeper
- Athena Karkanis  jako Nadia
- Aaron Ashmore  jako Nate
- Kyle Schmid jako Rainer
- Ali Liebert jako Crystal
- Mia Kirshner jako Clio

## Odcinki
| Sezon | Sezon | Odcinki | Oryginalna emisja | Oryginalna emisja    | Oryginalna emisja | Oryginalna emisja | Oryginalna emisja |
| Sezon | Sezon | Odcinki | Premiera sezonu   | Finał sezonu         | Premiera sezonu   | Finał sezonu      |                   |
| ----- | ----- | ------- | ----------------- | -------------------- | ----------------- | ----------------- | ----------------- |
|       | 1     | 13      | 12 września 2010  | 12 grudnia 2010      | 3 stycznia 2012   | 27 marca 2012     |                   |
|       | 2     | 22      | 4 września 2011   | 1 kwietnia 2012      | 6 listopada 2012  | 9 kwietnia 2013   |                   |
|       | 3     | 13      | 6 stycznia 2013   | 14 kwietnia 2013     | 19 grudnia 2013   | 6 lutego 2014     |                   |
|       | 4     | 13      | 10 listopada 2013 | 16 lutego 2014       | 13 listopada 2014 | brak danych       |                   |
|       | 5     | 16      | 7 grudnia 2014    | 25 października 2015 | brak danych       | brak danych       |                   |